# マジックバー1
マジックバー1は、2005年にベルコが開発・販売したパチスロである。Cタイプストック機のため、ボーナスはレギュラーボーナスのみ。30パイ仕様が同時販売されている。また『バーレン』パネルもあり。

## ボーナス確定演出
本機にはベルコ伝統の7セグデジタルがリール右に上下2つあり、どちらかの段でも文字が揃えばボーナスが確定する。ボーナス確定演出は「スリーチャンス」・「デジスロチャンス」の2つを基本に、「レッドチャンス」・「ルーレットチャンス」・「ダンダンチャンス」のパターンがある。
- スリーチャンス：リール上でミラー絵柄（0枚役）が揃い、上段7セグに「FFF」が揃う（通常は3連続でミラーが揃えば確定だが、いきなり揃う場合もある）。
- デジスロチャンス：小役（ベル・リプレイ）が揃った時に、下段7セグが変動し、数字が揃う（「123」等の数字順並びや3つの数字の合計が9・19・21の場合もチャンス）。
- レッドチャンス：各リール停止毎にバックライトが赤く点灯し、3つのリール全てが点灯する。
- ルーレットチャンス：全リール停止後にバックライトが9つの図柄を動き回り、ミラー絵柄で止まる。
- ダンダンチャンス：全リール停止後にバックライトが下段から上段に向けて点灯し、枠上まで点灯する。